# KV-150
 (septembre 2022).
Si vous disposez d'ouvrages ou d'articles de référence ou si vous connaissez des sites web de qualité traitant du thème abordé ici, merci de compléter l'article en donnant les références utiles à sa vérifiabilité et en les liant à la section « Notes et références ».
Le KV-150 est un prototype de char lourd soviétique de la Seconde Guerre mondiale, appartenant à la famille des chars de la série KV. Il est aussi connu sous le nom d'Objet 150 ou de T-150.